# Хихи (фольклор)

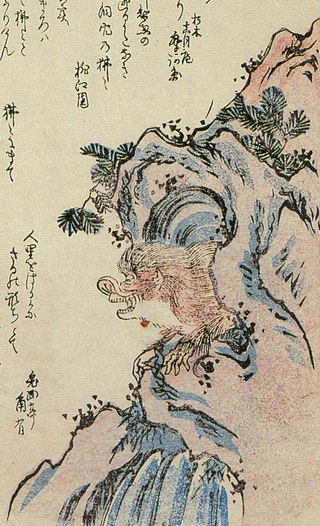
Хихи (иллюстрация из «Хёка хяку-моногатари», 1853 г.)

Хихи (яп. 狒々)  — ёкай в образе большой обезьяны с длинной верхней губой из японского фольклора. Обитает в горах, обладает сверхъестественной силой и часто похищает женщин.

## Описание
Представление о призрачной обезьяне пришло из Китая, согласно энциклопедии периода Эдо «Вакан сансай дзуэ» (японской версии китайской энциклопедии XVII века «Сань-цай ту хуэй») хихи обитает в юго-западном Китае, имеет рост около трёх метров, его тело покрыто густыми чёрными волосами, он сминает бамбуковые заросли и пожирает людей. Кроме того, хихи может разговаривать на человеческом языке и предсказать человеку время наступления смерти.
Хихи также может «читать в сердцах людей». Его кровь всегда остаётся алой, и окрашенное в ней кимоно никогда не выцветает. Кроме того, если кто-нибудь попробует этой крови, то получит способность видеть демонов.

## Зоологические исследования
Американский зоолог Эдвард Сильвестр Морс (Edward Sylvester Morse) при раскопках в Токио сделал попытку найти кости больших обезьян, местонахождение которых было описано в старых японских источниках, но при опознании все они оказались частями человеческого скелета.